# Mûrier rouge
Morus rubra
Espèce
Classification phylogénétique
Le mûrier rouge (Morus rubra L.) est un arbre fruitier de la famille des Moracées originaire d'Amérique du Nord.

## Description
Le mûrier rouge est un arbre de sous-bois taille petite à moyenne (haut de 6 à 20 m).
Ses feuilles caduques sont polymorphes, alternes, non lobées, bilobées ou trilobées, longues de 9 à 24 cm.
L’arbre est normalement unisexué. 
L’espèce produit des fruits comestibles appelés mûres., sucrés, rouges à violet foncé, longs de 2 à 3 cm, ressemblant aux mûres du genre Rubus, mais allongées.
Il s'hybride souvent avec le mûrier blanc.

## Répartition
Le mûrier rouge est indigène dans une bonne partie de l’est et du centre des États-Unis ainsi que dans le sud de l’Ontario, au Canada. Son aire s’étend depuis le Vermont jusqu’au sud de la Floride; vers l’ouest, elle s’étend jusqu’à l’État de New York, au sud de l’Ontario et au Minnesota dans le nord et jusqu’à la côte du golfe du Mexique et au Texas dans le sud. 

## Variétés
Il en existe de très nombreuses variétés telles que :
- Hicks, variété sélectionnée aux USA depuis 1850 et qui convient plus pour les poulets ou les bêtes que pour la consommation humaine. Croissance très rapide.
- Stubbs, connu depuis 1875, considéré comme la meilleure variété fruitière de Morus rubra. Fruit de 3,5 à 5 cm de long, saveur vineuse, maturité à mi-saison
- Townsend, a été propagé en 1904. Connu pour sa maturité précoce. Le fruit ressemble beaucoup à Hicks mais est bien meilleur
- Illinois Everbearing, probablement un hybride de Morus alba × Morus rubra. Hicks a été le parent femelle. Il ne produit pas de graines intéressantes capables de produire différents hybrides. Quelques-unes de celles-ci demeurent extrêmement naines. Illinois Everbearing se bouture beaucoup plus difficilement que les autres Morus [1] et nécessite impérativement auxine et vermiculite.

## Situation du mûrier rouge (Morus rubra) au Canada
Le nombre d’individus matures et de sous-populations de cet arbre de petite à moyenne taille des forêts carolingiennes du sud de l’Ontario a connu un déclin depuis la dernière évaluation du COSEPAC en 2000. On sait que seulement 217 individus au total sont présents au Canada, et que seulement 105 de ces individus sont considérés comme étant en âge de se reproduire. Seulement quatre sous-populations ont plus de cinq individus reproducteurs. La plus grande menace pesant sur l’espèce est l’hybridation avec le mûrier blanc non indigène. 
Les effets de la maladie du chancre des rameaux contribuent également aux déclins. À deux sites, la nidification par le Cormoran à aigrettes représente une menace importante. 

### Protection, statuts et classements
En 1987, au moment de sa première évaluation par le COSEPAC, le mûrier rouge a été considéré comme une espèce menacée. En 2000 et 2014, le COSEPAC a réévalué ce statut et a jugé que l’espèce était en voie de disparition. Le mûrier rouge figure à l’annexe 1 de la LEP, et la version finale d’un programme de rétablissement national a été publiée en 2011. Le mûrier rouge est par ailleurs désigné « espèce en voie de disparition » aux termes de la Loi de 2007 sur les espèces en voie de disparition de l’Ontario. Toutes les plus grandes populations de l’espèce se trouvent au moins en partie sur des terres publiques qui sont jusqu’à un certain point gérées à des fins de conservation. 